# Marc-Vicent Adell i Ferré
Marc-Vicent Adell i Ferré (Castelló de la Plana, 4 de juny de 1967) és un filòleg, escriptor i editor castellonenc. Ha col·laborat en les publicacions periòdiques Camacuc, Saó i Passadís, entre d'altres. Les seves narracions estan destinades al públic infantil i juvenil.

## Obra publicada

### Narrativa
- El racó d'en Pau i deu contes més (1988)
- El guant del drapaire (1991)
- Paraules de pau (1992)
- La bellesa vertadera (1997)
- Temps de llegendes

### Novel·la
- La llegenda del moro Mussa (1994)
- Company de sort es fa amic fort (1994)

## Premis literaris
- 1997: Premi Empar de Lanuza de narrativa infantil per La bellesa vertadera